# Telebasis watsoni
Telebasis watsoni – gatunek ważki z rodziny łątkowatych (Coenagrionidae). Występuje na terenie Ameryki Południowej.